# Giuseppe Puliè
Giuseppe Puliè (ur. 26 grudnia 1964 w Auronzo di Cadore) – włoski biegacz narciarski, srebrny medalista olimpijski.

## Kariera
Jego największym sukcesem jest srebrny medal wywalczony w sztafecie podczas igrzysk olimpijskich w Albertville. Na tych samych igrzyskach był także szesnasty w biegu na 30 km techniką klasyczną. Startował także na mistrzostwach świata w Val di Fiemme w 1991 r. zajął 14. miejsce w biegu na 10 km stylem klasycznym. Ponadto zajął 17. miejsce w biegu na 30 km techniką klasyczną podczas mistrzostw świata w Falun odbywających się w 1993 r.
Najlepsze wyniki w Pucharze Świata uzyskał w sezonie 1992/1993, kiedy to zajął 46. miejsce w klasyfikacji generalnej. Nigdy nie stanął na podium zawodów Pucharu Świata.

## Osiągnięcia

### Igrzyska olimpijskie
| Miejsce | Dzień     | Rok  | Miejscowość | Konkurencja             | Czas biegu  | Strata      | Zwycięzca     |
| ------- | --------- | ---- | ----------- | ----------------------- | ----------- | ----------- | ------------- |
| 16.     | 10 lutego | 1992 | Albertville | 30 km stylem klasycznym | 1:22:27.8 h | +3:34.6 min | Vegard Ulvang |
| 2.      | 18 lutego | 1992 | Albertville | Sztafeta 4 × 10 km      | 1:39:26.0 h | +1:26.7 min | Norwegia      |

### Mistrzostwa świata
| Miejsce | Dzień     | Rok  | Miejscowość   | Konkurencja             | Czas biegu  | Strata      | Zwycięzca    |
| ------- | --------- | ---- | ------------- | ----------------------- | ----------- | ----------- | ------------ |
| 14.     | 11 lutego | 1991 | Val di Fiemme | 10 km stylem klasycznym | 25:55.0 min | ?           | Terje Langli |
| 17.     | 20 lutego | 1993 | Falun         | 30 km stylem klasycznym | 1:17:33.6 h | +2:29.3 min | Bjørn Dæhlie |

### Puchar Świata

#### Miejsca w klasyfikacji generalnej
- 1987/1988 – 53.
- 1992/1993 – 46.

#### Miejsca na podium
Giuseppe Puliè nigdy nie stawał na podium zawodów Pucharu Świata.